# El Verano
El Verano és una població dels Estats Units a l'estat de Califòrnia. Segons el cens del 2000 tenia 3.954 habitants.

## Demografia
Segons el cens del 2000, El Verano tenia 3.954 habitants, 1.461 habitatges, i 981 famílies. La densitat de població era de 1.339,2 habitants/km².
Dels 1.461 habitatges en un 35,8% hi vivien nens de menys de 18 anys, en un 51,7% hi vivien parelles casades, en un 11,7% dones solteres, i en un 32,8% no eren unitats familiars. En el 25,1% dels habitatges hi vivien persones soles el 8,6% de les quals corresponia a persones de 65 anys o més que vivien soles. El nombre mitjà de persones vivint en cada habitatge era de 2,69 i el nombre mitjà de persones que vivien en cada família era de 3,26.
Per edats la població es repartia de la següent manera: un 26,7% tenia menys de 18 anys, un 8,6% entre 18 i 24, un 30,8% entre 25 i 44, un 24,3% de 45 a 60 i un 9,6% 65 anys o més.
L'edat mediana era de 36 anys. Per cada 100 dones de 18 o més anys hi havia 93,9 homes.
La renda mediana per habitatge era de 54.400 $ i la renda mediana per família de 60.000 $. Els homes tenien una renda mediana de 40.142 $ mentre que les dones 31.528 $. La renda per capita de la població era de 28.292 $. Entorn del 4,3% de les famílies i el 6% de la població estaven per davall del llindar de pobresa.

## Poblacions més properes
El següent diagrama mostra les poblacions més properes.